# 海斗士
海鬥士，聖鬥士星矢海皇篇中的敵對角色們的總稱，嚴格來說其中的海皇並不算海斗士，加隆在海皇篇結束後成為雙子座黃金聖鬥士，但為了方便整理全部收入此條目中。

## 海皇
- 名稱：波賽頓[1]／波賽冬[2]／波士頓[3] (Poseidon) 朱利安・梭羅[4]／朱利安・索洛[2] (Julian Solo) ==
- 年齡：18歲
- 身長：175cm
- 体重：66kg
- 誕生日：3月21日
- 血型：A型
- 出身地：日本
- 武器：波塞冬三叉戟
- 配音員：難波圭一【初代、黃金魂】、小野大輔【手遊—覺醒】（日本）；宋克軍、高銘孝【黃金魂】（台灣）；林國雄【初代、黃金魂】、陳廷軒【極樂淨土篇】（香港）

希臘船王『梭羅家』的繼承者，被譽為掌握世界海運未來的天才。所穿盔甲既屬於海鬥士的鱗衣，又屬於奧林匹斯十二神的神聖衣。在神話時代，波賽頓就和雅典娜進行過第一次聖戰，為了獲勝而創造海底都市——亞特蘭蒂斯，但結局是雅典娜握手言和，因為一心想滅絕人類，而被女神封印在雅典娜之壺中進行長眠，海洋沒有了波賽頓的管束開始自行發展。
在13年前被加隆無意間喚醒，醒來後看到現代人類作惡多端、破壞環境、不敬神明，誤以為是雅典娜主動包庇人類而開啟海洋聖戰，選擇朱利安作為人間體，以波塞冬的身分親自肅清大地，只留下心地善良的人類。在聖鬥士星矢世界觀裡，海皇曾在地球創世之初對人類的貪婪感到絕望，準備引發大洪水清洗大地，在看到諾亞一族的善良後，特許諾亞及其家人坐在方舟上避難；但是波塞冬認為如今地上已經沒有像諾亞這樣的人類值得救了，除了雅典娜的人間體紗織小姐。在朱裡安16歲生日晚會中曾向沙織求婚，夢想讓大地和海洋可以真正合二為一，但被拒絕，因此心裡生恨，後來在海邊獨處散步之時，被美人魚 迪蒂絲引導成為波賽頓，朱利安正式開始在地球上的大清洗，用神力在地球降下20萬億噸的暴雨，企圖徹底滅絕人類。
在動畫版中，他用「尼伯龍根的指環」控制北歐亞斯格仙宮的特希露達女王，在自己的人間體完全取回作為波賽頓的神力之前，先溶化北極和南極的冰層讓全球海平面上升，以此來實現野心的第一步。這也是北歐神斗士篇的幕後真相。仙宮危機解除後，波賽頓因為北歐貫通海底神殿，利用近距離之便掀起大海嘯捲走雅典娜作人質，雅典娜主動表達承擔全人類的罪孽的意願，波賽頓遂把雅典娜關在『生命之柱』中，答應「在生命之柱被海水灌滿之前，如果雅典娜回心轉意、願意答應他的求婚就隨時可以放她出來，但灌滿之後連雅典娜自己都會被淹死，雅典娜的命運交給她自己決定」，由此正式開啟海皇篇。
海皇波賽頓在整個海皇篇中都端坐在生命之柱前的「海皇之間」中，不做任何攻擊或防禦，僅僅靠著意念就讓星矢、魔鈴、紫龍、冰河、夏依娜、瞬、貴鬼全部反彈。說出「對神攻擊，就像是朝天吐口水，無論如何都會回到你自身。」星矢靠著射手座黃金聖衣，集合了所有人殘餘的小宇宙，終於射下海皇的頭盔。此時正逢加隆的陰謀被還魔女聽到，波塞冬在短暫的失敗後徹底覺醒小宇宙，星矢稱其小宇宙「和宇宙一樣浩瀚無垠」，波賽頓的攻擊招數也從純粹的意念控制，轉變為「海嘯、地震、龍捲風、雷電」等自然災害，波賽頓可以自由操控地球上任何一種災害型天氣變化，並將此化為攻擊手段，就算這些災害和他掌管的水元素完全無關也行。
不過即使如此，海皇因為在不恰當的時間被強制甦醒、並且沒有使用真正的肉體，所以其發射的能量波還是被僅僅穿著黃金聖衣的射手座星矢、水瓶座冰河、天秤座紫龙合力擋了回去，海皇惱羞成怒，用奧林匹斯十二神的專用神器——海皇三叉戟刺向阻撓他的雅典娜，雅典娜身前突然出現了星矢（漫畫版為加隆）幫他擋槍，最终雅典娜利用時間差開啟雅典娜之壶的開關，海皇正式被重新封印。海皇直到最後一刻，也不知道是加隆冒充海龍來挑起本來並不應該存在的海洋聖戰的。
在海洋圣战结束后，他的人間體朱利安被美人魚 狄蒂絲救回地上，恢復富家子弟的生活，在冥王篇透露中他與海魔女 蘇蘭特為了給先前暴雨、海嘯造成的災難贖罪，朱利安和海魔女蘇蘭特開始了到處去行善的生活，把自家的財產和蘇蘭特的笛聲帶給災區的孤兒院，為孩子們謀求災後重建的幸福生活。
在《黃金魂》中主動出現在北歐仙宮，為了不讓他喜歡的海洋世界受到黑帝斯的「偉大日噬」污染，於是短暫走出雅典娜之壺，把五件黃金聖衣傳送給在極樂淨土戰鬥的星矢一行人；但是這個努力徒勞無用，在《極樂淨土》篇中未神聖衣化的黃金聖衣卻全部被一個二級神「死神」輕易打碎。

## 海鬥士
海斗士全部為天才，不需要像聖鬥士那樣透過艱苦訓練來選拔人才、獲得聖衣，但海鬥士也不是像冥鬥士一樣只是被冥衣附身的傀儡；鱗衣會自動尋找靠近海底神殿的七大洋周邊的人類，有合適的、具備天才質素的人出現之時，鱗衣就會對這些人引發和水元素有關的災難，去測試他們是否能和平度過難關，這些測試者成功後方能成為海斗士。一旦成為海斗士，就需要和正常的人類社會隔離，一直待在海底神殿之中以保衛七大洋海柱，但是他們的年齡也會永遠保持他們剛進入海底神殿的那個瞬間、不會老化，直到波賽頓再次進入沉睡這些人才會被放回人類的地表世界，他們的年齡也重新開始增長。

### 鱗衣
海界人士上至海皇、下至雜兵，全部身穿名為『鱗衣』的盔甲。在聖鬥士星矢的世界觀中，地球的海洋生物或者神話故事中的海怪就是以鱗衣為原型被波賽頓創造出來的。聖鬥士的聖衣是雅典娜在神話時代得第一次聖戰中，為了能和波賽頓的鱗衣對等而被創造出來的，但之後雅典娜和波賽頓結束敵對關係，雅典娜為了之後能和冥王黑帝斯的冥衣對抗，特地去研究七海將軍的鱗衣的組成成分——奧利哈剛，把相同的材質用在最強的黃金聖衣之上，但黃金聖衣添加了人間真正的黃金，因此看起來是純金色。

### 海底神殿
波赛顿沉睡、儲存其神聖衣、以及儲存七海將軍鱗衣的場所，是一個座希臘式的萬神殿，只不過天空不是普通的大氣層，而是所有地球的海平面。在神殿後方有一個叫做『生命之柱』的海底神柱，這個柱子號稱經過所有的聖戰也不會倒塌，其內部空間可大可小，大的時候可以容納波賽頓及其所有海洋眷屬，形成子給自足的生態體系；小的時候，僅僅比14歲雅典娜的身高出一些而已。生命之柱內部是空心的，裡面可以由波賽頓的意志而隨意灌滿或者抽乾海水，這些海水的量也不一定是現實地球中的水量，例如雅典娜在海洋聖戰中承受的雨水其實就遠遠小於地球上的暴雨。
除了中央的生命之柱，在北大西洋、南大西洋、北太平洋、南太平洋、印度洋、北冰洋、南冰洋這七個海域裡面，還有七個較小的、比較脆弱的柱子，這些柱子並非同生命之柱一起創造，而是每次聖戰之時被臨時創造出來，被破壞了，整個海底神殿也不會有任何影響。不過這些柱子被波賽頓施加了封印，只有這全部七個柱子被破壞了，生命之柱才有可能被破壞，換言之，就算敵人擁有能強到打碎生命之柱的力量，但是只要七根海洋之柱中留有一根存在，生命之柱就絕對不會有任何損毀。負責守護七根海洋之柱的，就是七海將軍。每根柱子之下都有相對應的、像羅馬鬥獸場一樣的場所，也配合著當地海洋的天氣狀況，會出現不同的裝飾風格，例如南北冰洋會有地下冰層，而南北太平洋因為溫暖而有更多的珊瑚和魚類，作為七海將軍之首的海龍的北大西洋則乾淨整齊的完好無缺。

### 普通海鬥士
波塞冬之海鬥士，主要負責守護海底神殿的海鬥士，身穿鱗衣和普通青銅聖衣同等級，戰鬥力也和青銅聖鬥士相差無幾。
名稱：美人魚 狄蒂丝／姬蒂斯 (Thetis/Tetisu)
- 年齡：15歲
- 身長：165cm
- 体重：52kg
- 誕生日：11月21日
- 血型：O型
- 出身地：丹麥
- 技：死亡珊瑚礁 Death Trap Coral：人魚姫最大奧義，產生珊瑚封著對手，對手會動彈不得。
- 配音員：鶴弘美【初代】、花澤香菜【手遊—覺醒】（日本）；楊凱凱（台灣）；楊婉清【初代】（香港）

女性海鬥士，她原本在神話裡是波塞頓的近身侍衛，在朱利安覺醒成為海皇的人間體之後，主要擔當諜報、騷擾活動，並且向聖鬥士們揭露了拯救雅典娜的方法。攻擊技能能讓對手的肢體變為無法動彈的珊瑚礁，但是因為她本身攻擊速度太慢而被蛇夫座 夏依娜打敗。
漫畫版中她的正體是被茱麗安兒時所救過的一條魚，最後她救回恢復本性的茱麗安・索羅後死去及回復原貌，被已經失去海皇記憶的茱麗安發現，之後回歸大海；動畫版中本體是真正的美人魚，在救出茱麗安後回復美人魚返回大海，這也是為什麼她的國籍設置為“丹麥”的原因。

### 七海將軍
專門負責守護七個海洋神柱的最高級別海鬥士，共有七人。實力和鱗衣等級和黃金聖鬥士不相上下，海將軍的鱗衣均由純的奧利哈剛製作而成，所以比起普通黃金聖衣更多橙色。

#### 海龍
- 名稱：加農[3]／卡諾[6]／加隆[2] (Canon/Kanon)
- 年齡：28歲
- 身高：188cm
- 體重：87kg
- 生日：5月30日
- 血型：AB型
- 出身地：希臘
- 修行地：希臘聖域
- 技：黃金三角异次元 Gold Triangle:唯一比哥哥双子座撒卡多學会的招式，中招的人会掉落到他所掌管的北大西洋百慕大三角中迷失
- 技：幻朧拳 ILLUSION FIST：对冥斗士天英星 路尼使用的招数，让他产生幻觉
- 技：幻朧魔皇拳 VISION DEMON IMPERIAL FIST：只有代代达到教皇实力的人才能使用的招数，如果眼前的不死人，则永远不会被解除，加隆使用这个企图让冥界三巨头拉达曼提斯谋杀冥王黑帝斯
- 技：銀河星爆 Galaxian Explosion：威力巨大的普通攻击招式，有着让银河系都爆炸的危险

守護北大西洋之柱的海將軍，黃金聖鬥士 雙子座 撒加的孿生弟弟，原本是作惡的天才。
因撒加从小被善人抚养，而他总因做尽坏事受人冷遇而產生邪惡之心，自稱「自己不像撒卡那樣需要在善惡中掙扎，自己就以作惡為快樂。」一開始对女神雅典娜女神基本無視，其作惡目的並非打到女神或者凌駕於誰之上，只是純粹的想彰顯自己的強大、想看到原本幸福的人不幸。在成年後依舊教唆撒加作恶，被撒卡煩不勝煩遂关于希腊的雲海之峽舒尼恩岬灣(斯力旺/斯尼旺海峽）監牢之中，日日承受海浪的磨泡期間无意中從海洞中发现海底神殿的入口，在「波塞冬三叉戟」和被封禁的波塞冬的灵魂的指引下冒充原本的天才少年海龍，以第一個復活的海將軍的名義掀起了整个海洋聖戰。
原本雅典娜和波賽頓無冤無仇，但計劃先讓波賽頓的人間體朱利安長大，在朱利安還未能取得海皇之力的期間利用北歐仙宮的北極星 希露達的神斗士來一舉削弱神域方面的戰鬥力，等到朱利安成年後再以「海將軍之首」的身份征服大地，企圖借用神明的力量讓陸地上的哥哥和雅典娜後悔。海皇篇戰爭末尾，誤以為自己可以以壓倒性的實力打敗一輝，但中了一輝的鳳凰幻魔拳反而全盤暴露自己的計劃，被同為海將軍的海魔女得知後被海界逐出不再錄用。被一輝評價為只不過是哥哥的模仿，實力比撒卡差。在海皇的靈魂被雅典娜封印後，他沾染當時女神爆發出來的小宇宙，發現自己在雲海之峽中幾次沒被淹死就是雅典娜的小宇宙出手相助由此來懺悔自己犯下的過錯。
在冥王十二宮中偷偷潛入教皇廳，遠程操縱雙子座傀儡聖衣攻擊變為冥鬥士的撒卡、修羅、卡繆，被撒卡打斷後又被天蝎座米羅狂刺十四發腥紅毒針，得到米羅的認可後獲得雙子座黃金聖衣，正式從海斗士轉為聖鬥士。在冥界篇的戰鬥中表現英勇，被一輝正名，展現出和撒卡不相上下的恐怖實力：一擊就把第一獄審判官鞭子炎魔消滅的無影無蹤，面對冥界三巨頭之一的天猛星拉達曼迪斯以碾壓狀態獲勝。一人為紫龍、冰河開闢冥界道路，對除了三巨頭以外的冥鬥士全部一擊秒殺。最後為了幫助星矢一行人突破歎息之墻，需要集結十二黃金聖衣的力量，加隆主動脫下聖衣回應，最終以「銀河爆裂拳」的狀態與冥界拉達曼迪斯同歸於盡。
在黃金魂中短暫出現支持哥哥撒卡變出雙子座的黃金神聖衣。

#### 海魔女
- 名稱：索倫特[7]／蘇倫特[3]／蘇蘭特[2]／蘇蘭多[1] (Solent)
- 年齡：16歲
- 身長：178cm
- 体重：75kg
- 誕生日：9月10日
- 血型：A型
- 出身地：奧地利
- 武器：海魔黃金笛
- 技：死亡之徵管弦樂 Dead End Symphony：使聽到其笛聲的人產生死亡的旋律給予打撃。
- 技：死亡收尾最高潮 Dead End Climax：海魔女最大奧義，「死亡弦樂」最高潮部分，把對手的肉體甚至精神都破壞。
- 配音員：鹽屋翼【初代】、小林裕介【手遊—覺醒】（日本）；宋克軍→吳文民【極樂淨土篇】（台灣）；翟耀輝【初代】→劉昭文【極樂淨土篇】（香港）

守護南大西洋之柱的海將軍，原本是音樂系的天才學生，所以國籍為音樂之國“奧地利”。
在漫畫初登場中，蘇蘭特從醫院偷襲沒有穿著黃金聖衣的金牛座 亞魯迪巴，給金牛座造成重傷；在動畫中先是以海皇的使者的名義，耀武揚威的在仙宮女王希路達面前傳達海皇波賽頓的旨意，之後被北歐最強聖鬥士抱起同歸於盡，但蘇蘭特透過音樂促使神鬥士放手，自己則因為有奧利哈鋼鱗衣的加持而毫髮無損。在劇情中為對波賽頓最忠心耿耿的海鬥士。其鱗衣形狀為一隻擁有鐘形身體的海鳥，這是用歌聲迷惑旅人並導致他們的船隻觸礁沉沒海底的海魔女塞壬，他也是聖鬥士漫畫系列中第一個音樂系攻擊手，其長笛的音色可以使對手全身麻痹失去力量，即使被刺破耳膜也能傳達到敵人腦海之中。
在海洋聖戰時，蘇蘭特一開始和仙女座 瞬對弈，因為聽到雅典娜的歌聲而備受動搖，瞬趁機使用「星雲暴風」將其擊倒。不過，蘇蘭特甚至連鱗衣也沒有被破壞，他為了保護波賽頓跑回波賽頓之間，途中偷聽到海龍 加隆中了一輝的鳳凰幻魔拳之後說出的真相，認識到“和雅典娜敵對根本不是海皇的本意，雅典娜和波賽頓在神話裡並非敵對關係”之後，代表整個海界把加隆逐出海將軍的位置。
海皇一役結束後，與茱麗安·索羅為了給自己造成水災贖罪，一同周游世界，利用笛聲慰問那些失去親人的孤兒。

#### 海馬
- 名稱：拜昂[1]／拜安[3]／巴尔安[2] (Baiane)
- 年齡：18歲
- 身長：181cm
- 体重：78kg
- 誕生日：5月7日
- 血型：A型
- 出身地：加拿大
- 技：神之吐息 God Breathe（日文為ゴッドブレス，一說英文為God Press，譯作神之海壓）：用口吸入大量的空氣，然後吐出，僅僅用氣流來撞飛對手。
- 技：高震巨浪 Rising Billow：海馬最大奧義，產生巨大的浪濤衝走對手，威力足以把對手由萬米海底直接吹飛上天空，對手肯定粉身碎骨。
- 配音員：速水獎【初代】、三木真一郎【手遊—覺醒】（日本）；宋克軍（台灣）；郭志權【初代】（香港）

守護北太平洋之柱的海將軍，使用氣功和拳術的天才。
作為第一個被聖鬥士挑戰的海將軍，為了凸顯海將軍的強大，在對弈星矢的時候甚至用吹氣的方式就能把青銅等級的聖鬥士趕回海平面。不過星矢也經歷了十二宮之戰。況且其聖衣有黃金聖鬥士的血液加持這讓星矢的小宇宙擁有了超越黃金聖鬥士的實力，被覺醒的天馬座 星矢以「天馬彗星拳」殺死。

#### 六妖兽
- 名稱：伊奧[8]／伊欧[1]
- 年齡：17歲
- 身長：180cm
- 体重：71kg
- 誕生日：3月2日
- 血型：AB型
- 出身地：智利San Felix Island島。
- 技獵鷹飛撲　Eagle Clutch：用老鷹的翅膀側翼來刀削敵人
- 技孤狼銳牙 Wolf's Fang：用狼的犬牙來咬碎敵人
- 技女王蜂針 Queen Bee's Stinger：用蜜蜂的尾針刺穿敵人
- 技長蛇纏繞 Serpent Strangler：用蛇的身體纏繞並讓敵人窒息而死
- 技吸血蝙蝠 Vampire Inhale：用蝙蝠的嘴巴吸取敵人的體力
- 技巨熊拍掌 Grizzly Slap：用棕熊的巨掌拍死敵人
- 技偉大漩渦 Big Tornado：史基拉最大奧義，產生滔天的超水龍卷，威力足以撕裂一片大陸。
- 配音員：二又一成【初代】、保志總一朗【手遊—覺醒】（日本）；劉傑（台灣）；盧國權【初代】（香港）

守護南太平洋之柱的海將軍，使用各種格鬥技的天才。 
他的鱗衣代表的是一頭希臘神話中怪獸，上半身是個純潔的少女、下半身的裙底是六種野獸，利用純潔的上半身欺騙好色的水手，在用下半身將其嚼碎成肉沫，在直接攻擊方面堪稱海鬥士第一名。必殺拳之聖獸拳是由蜂、鷲、蛇、狼、蝙蝠、熊所組成。不過，遇到了擅長遠程攻擊的瞬，瞬利用鎖鏈針對每種野獸，都製作出了相對應的剋制方法，認識到瞬強大的實力之後，也絲毫沒有半點退縮。後為了保護海柱而犧牲，瞬不忍型想對他留情，他道出“你們聖鬥士都是拼死想要拯救雅典娜，就和我們海鬥士拼死想要保護波賽頓一樣，都無法改變”，瞬理解了對他而言死亡並不是侮辱、反而苟活才是，於是給與他致命一擊。他在奉勸瞬“不該對敵人心慈手軟，下一個海將軍就沒有那麼簡單了”之後，遺憾的死去。

#### 海皇子
- 名稱：大黑天克利修納[1]／克里什納[2]／古利拿[3] (Krishna)
- 年齡：19歲
- 身長：187cm
- 体重：80kg
- 誕生日：8月10日
- 血型：B型
- 出身地：斯里兰卡島
- 武器：閃耀長矛 Flashing Lancer：使用長矛連續打出多道光束剌穿對手。
- 技摩訶之光 Maha ：克利休納最大奧義，利用身體裡面的昆塔裡尼即查克拉產生強大的閃光粉碎對手，被擊中的對手會瞬間失明。
- 配音員：佐藤正治【初代】、日野聰【手遊—覺醒】（日本）；魏伯勤（台灣）；李智良【初代】（香港）

守護印度洋之柱的海將軍，瑜伽·冥想的天才。
鱗衣形狀為波士頓之子 克修拉，而他自己的名字來源於印度教和藏傳佛教的大黑天，所以他的武器既有是和海皇類似的魚叉、也有瑜伽的術語。雖然擁有海將軍中最魁梧的體型，但是戰鬥風格非常溫柔，不喜歡殺生或者使用蠻力，另外，如果手中沒有槍，運用宇宙能量、配合身體內的七個脈輪點（查克拉），可以張開強有力的結界。無論是海皇子的魚叉還是結界，最後都被天龍座 紫龍從摩羯座修羅那裡學來的的「聖劍 艾斯格里巴」所破，他在享受了戰鬥的快樂之後平安死去。

#### 海幻獸
- 名稱：卡萨[1]／加沙[2]／卡隆[3] (Kaysa)
- 年齡：21歲
- 身長：168cm
- 体重：49kg
- 誕生日：8月19日
- 血型：O型
- 出身地：葡萄牙
- 技：沙羅曼陀衝擊 Salamandar Shock：卡薩最大奧義，產生極其強力的電流衝擊，對手會被電擊得完全麻庳。
- 配音員：山田俊司【初代】、飛田展男【手遊—覺醒】（日本）；魏伯勤（台灣）；翟耀輝【初代】（香港）

守護南冰洋之柱的海將軍，讀心術和偽裝的天才。
海幻獸本身實力無論是魔法還是體術都不高，但是極度善於捕捉人的心靈弱點，用“偽裝成對方最親近的人，然後在其毫無防備時下手”的方法屢屢獲得勝利。偽裝成魔鈴欺騙天馬座 星矢、偽裝成水瓶座卡繆欺騙白鳥座 冰河，偽裝成鳳凰座 一輝欺騙仙女座 瞬，一個海斗士就秒殺了三個聖鬥士。不過遇到心狠手辣、冷血無情的一輝之時，馬上被識破，還被一輝嘲笑「我真實的弟弟瞬就躺在我旁邊，你再化成他的模樣又有什麼用？」海幻獸不死心，他再化身為一輝的初戀情人，一輝終於無法直接攻擊，但是還是使出了精神控制技能的鳳凰幻魔拳，想讓海幻獸看到“他最愛的人痛苦而死”的景象，但一輝赫然發現發現海幻獸最愛的人竟然只有他自己而已，一怒之下直接用「鳳翼天翔」將其殺死。

#### 魔鬼鱼
- 名稱：艾札克[1]／艾爾扎克[2]／艾撒[3] (Kraken Isaac)
- 年齡：14歲

身長：174cm
- 体重：60kg
- 誕生日：2月17日
- 血型：B型
- 出身地：芬蘭
- 修行地：蘇聯·東西伯利亞
- 技：極光寒冰 Aurora Borealis：艾扎克最大奧義，產生七彩極光色的涷氣，對手會被冰封然後再粉碎落下。
- 配音員：中尾隆聖【初代】、前野智昭【手遊—覺醒】／上村典子【初代】〈幼年〉（日本）；宋克軍（台灣）；招世亮【初代】（香港）

守護北冰洋之柱的海將軍，使用冰魔法和拳術的天才。
海將軍名稱來源自傳說的挪威的章魚型海怪，但是鱗衣設計卻來自於溫和的海生生物——魔鬼魚。艾扎克與白鳥座 冰河同門學藝（漫畫中同為水瓶座卡繆的徒弟，動畫中同為水晶聖鬥士的徒弟），原本是一個以聖鬥士為最終目標而努力的青年。在西伯利亞修行時遭遇了海底神殿考驗海鬥士的暴風雪，為救冰河沉入海底，挪威海怪看到他為朋友犧牲的精神和高超的戰鬥能力，把艾扎克送入了海底神殿，波士頓告訴艾扎克希臘神域中“雙子座撒卡冒充教皇、雅典娜派青銅聖鬥士闖入黃金十二宮、冰河殺死師傅卡繆”等事件，艾扎克徹底認為“人類無藥可救，甚至女神雅典娜和教皇也會像凡人一樣內鬥”，於是主動改變志向成為海鬥士，希望波賽頓能夠快一點建立烏托邦，把心靈不純潔的人全部淨化。最後，死於冰河使出的「曙光女神的寬恕」之下，臨死前說出了海龍 加隆才是操縱海皇的元凶。他和蘇蘭特一樣真心認同海皇的理念，但同時知道加隆的陰謀卻選擇不說。